# Катлановське болото
Катлановське болото (мак. Катлановско Блато; також відоме в літературі як Катлановське озеро) — болотиста місцевість у долині Скоп'є (Північна Македонія), а також ботанічний, іхтіологічний та орнітологічний заповідник. Охоронний статус з 1965 року. Має площу 70 га та є місцем збору перелітних птахів восени з Північної Європи.

## Особливості
Цей спеціальний заповідник (ботанічний, іхтіологічний та орнітологічний) згадується в документах історичної важливості та як об'єкт, що мав визначальне значення, тому що являв собою перешкоду для проходу через Таорську ущелину . У грамотах (грамотах), виданих з нагоди відновлення монастиря святого Георгія-Горги, що був по річці Серава, сказано: «Болото Катланово віддано церкві св. Георгія, з мисливськими угіддями на рибу та іншу дичину».

Використання Катлановського болота з XI століття регулювалося за попередньою згодою церковної влади, а за будь-яке інше використання накладалося покарання. Велика кількість риби в Катлановському болоті дозволяла мешканцям сіл безтурботно провести зиму на полюванні, кілька чанів у підвалах сільських будинків були наповнені солоною рибою. До початку меліорації Катлановське Влато було місцем зупинки перелітних птахів, які прилітали перед настанням зими з півночі на південь — Салоніки, і далі в північну частину Африки.

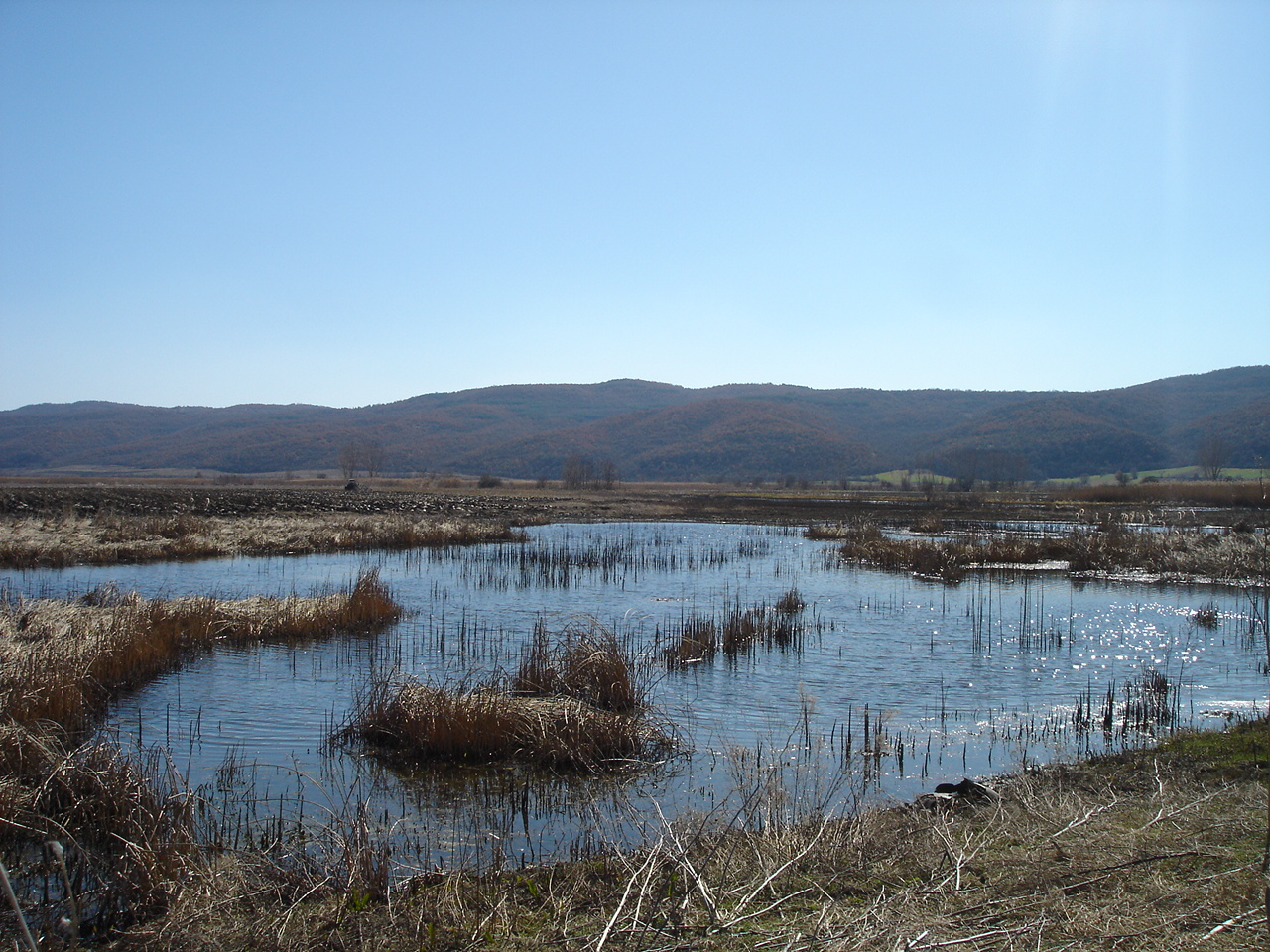
Тип ставка в Катлановському болоті
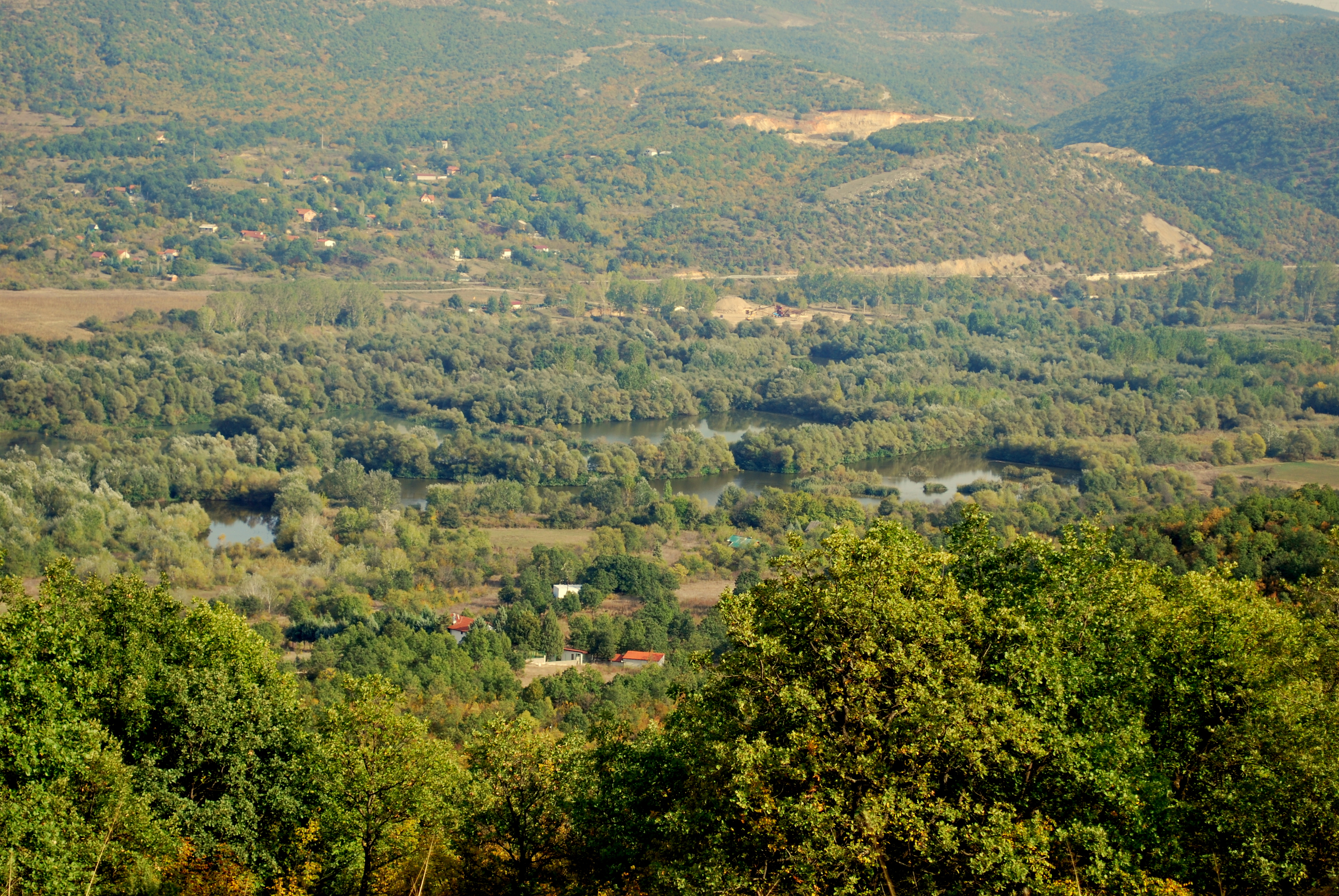
Вид на Катлановське болото
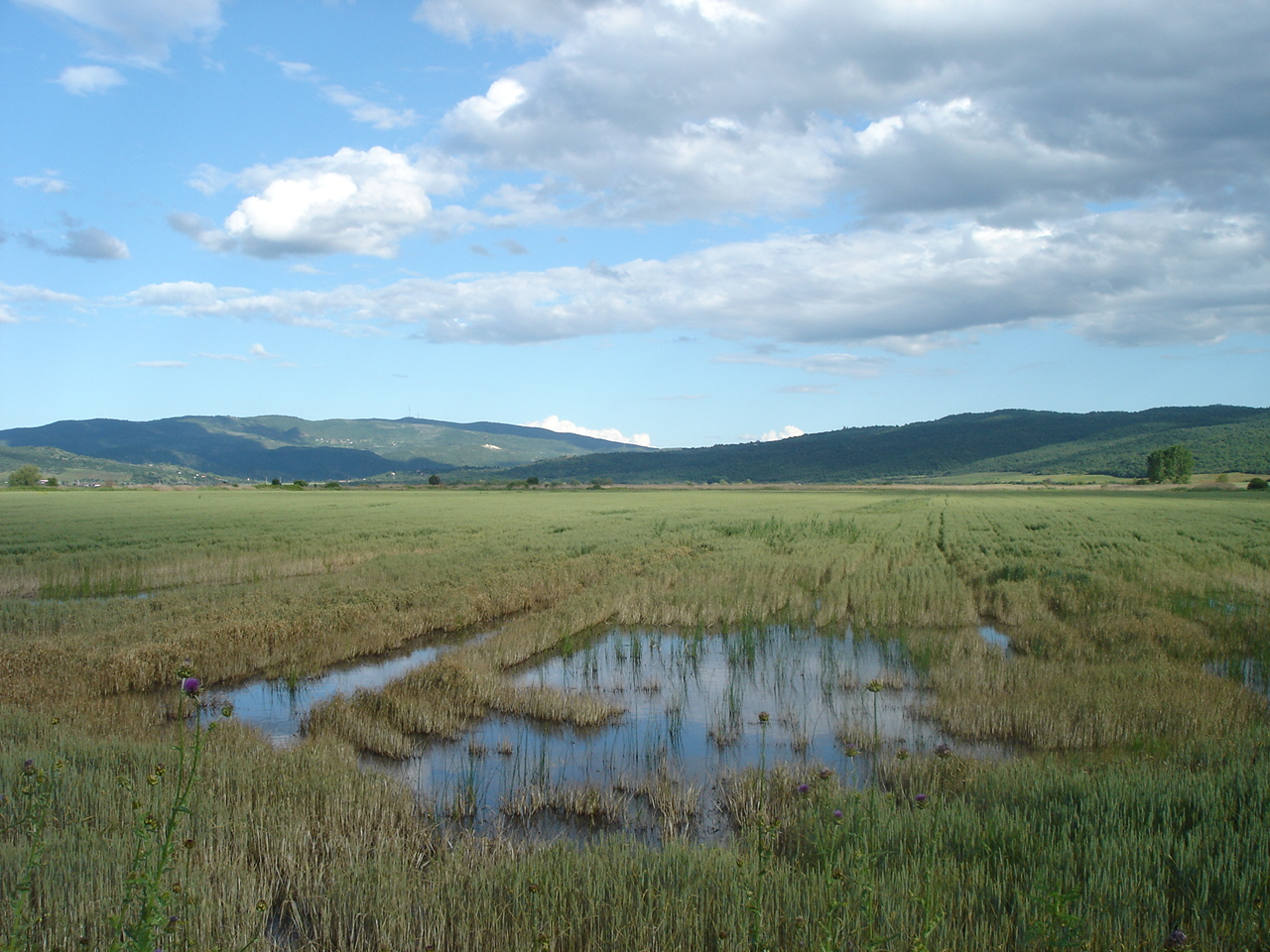
Водойма у Катлановському болоті